# Teleophrys tumidus
Teleophrys tumidus is een krabbensoort uit de familie van de Mithracidae. De wetenschappelijke naam van de soort is voor het eerst geldig gepubliceerd in 1889 door Cano.